# Howea forsteriana
Howea forsteriana (kentiapalm) is een plantensoort uit de palmenfamilie (Arecaceae). De palm werd in 1870 voor de eerste maal beschreven door de Duits-Australische botanicus Ferdinand von Mueller als Kentia forsteriana en later, in 1877, door de Italiaanse botanicus Odoardo Beccari ingedeeld bij Howea.
Deze soort is endemisch op Lord Howe-eiland ten oosten van Australië. Howea forsteriana en de verwante soort Howea belmoreana evolueerden waarschijnlijk uit een gemeenschappelijke voorouder door sympatrische soortvorming.
De zaden worden vanaf het Lord Howe-eiland over de hele wereld verstuurd om als kamerplant te worden opgekweekt. De langzame groei maakt de jonge palmen niet de goedkoopste kamerplanten. In Nederland en België zijn er zelfs bedrijven die deze palmen verhuren voor feesten en party's. Als kamerplant kunnen de jonge palmen goed tegen een lage relatieve luchtvochtigheid en minder licht in de winter. Aan het einde van de 19e eeuw (tussen 1870 en 1885) werd deze kamerplant een statussymbool omdat koningin Victoria in al haar paleizen kuipen met kentiapalmen liet groeien.